# Großschwarzenlohe

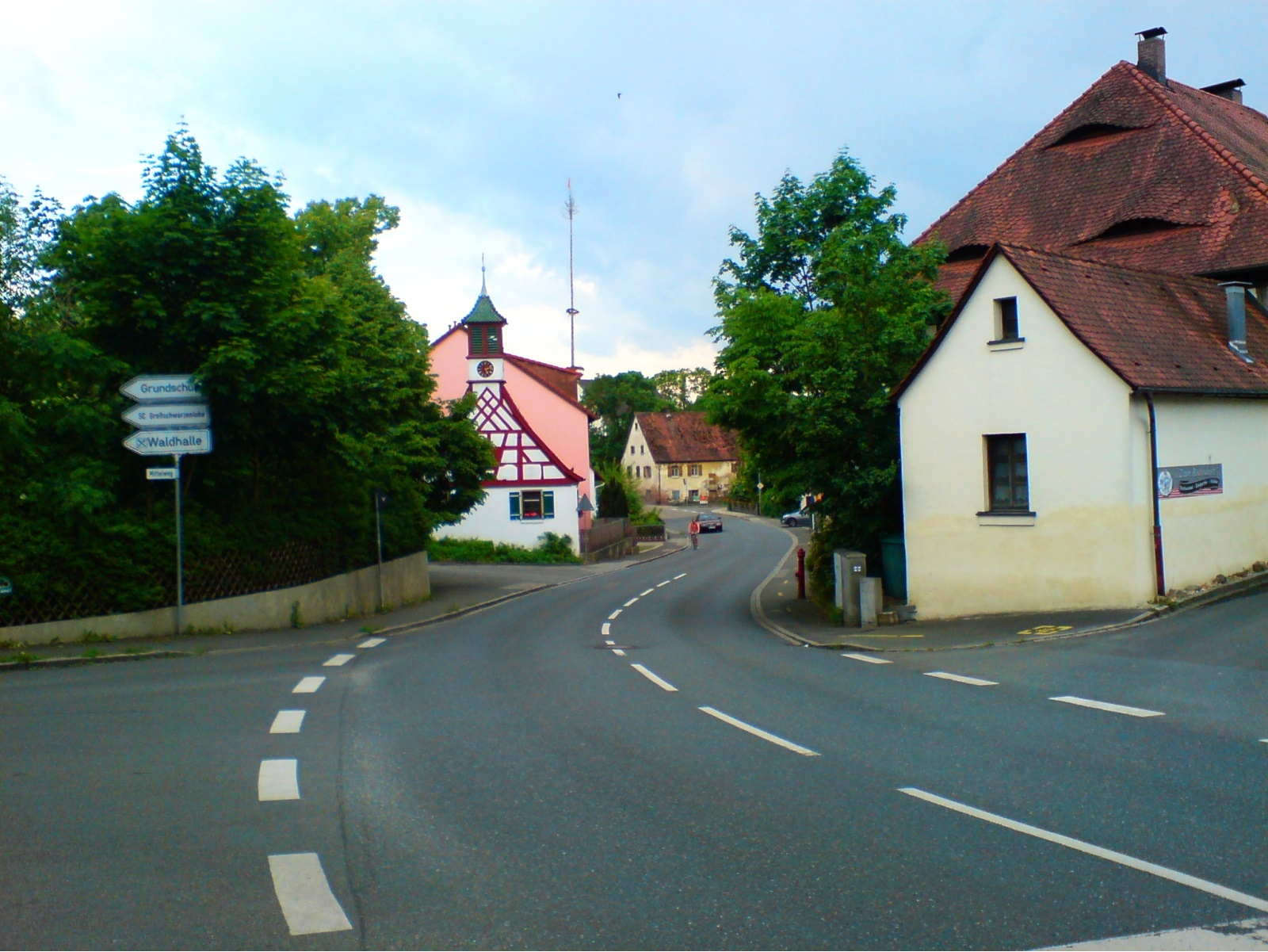
Großschwarzenlohe Ortsdurchfahrt

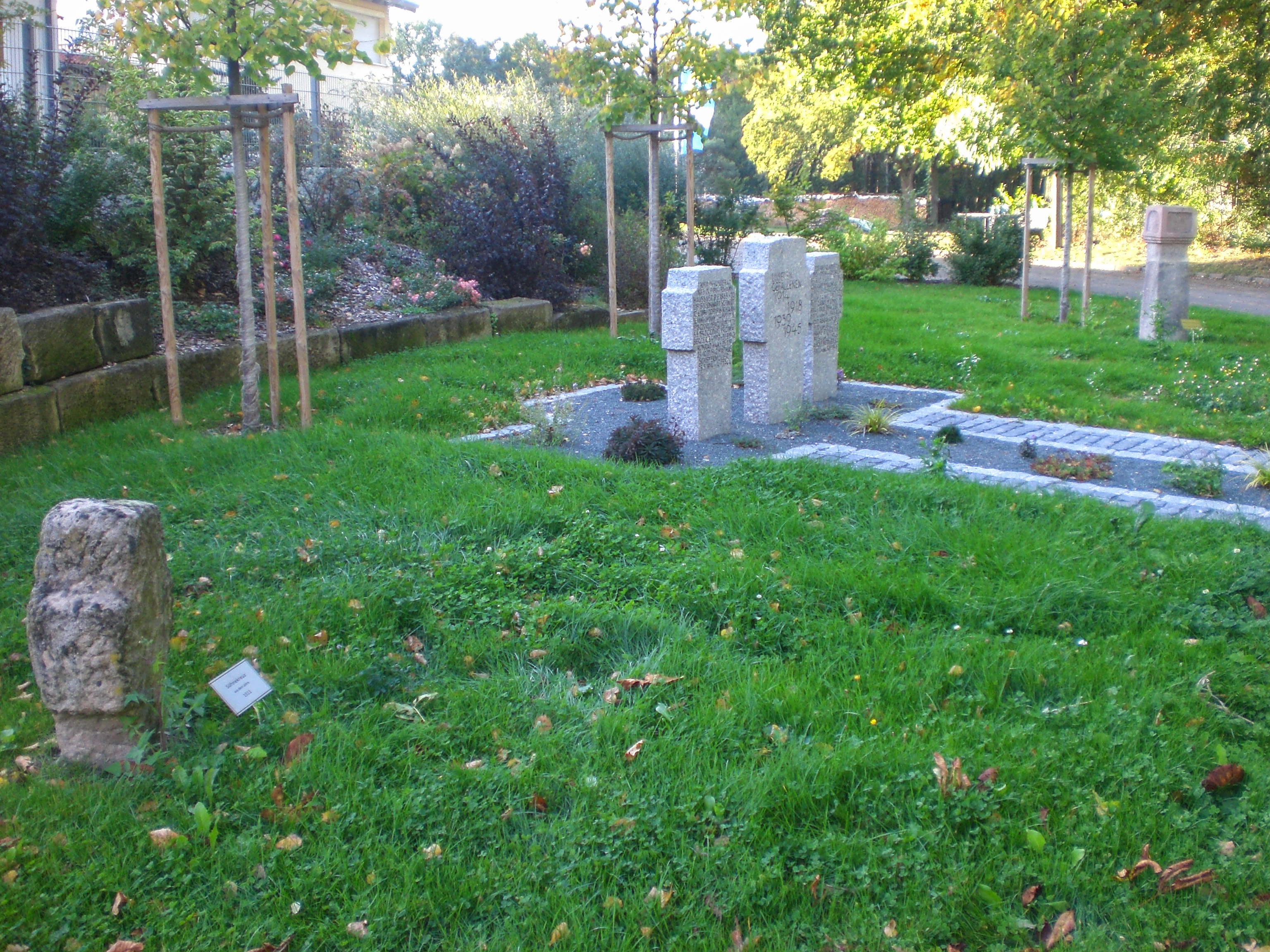
5 Steinkreuze des 15. bis 19. Jahrhunderts

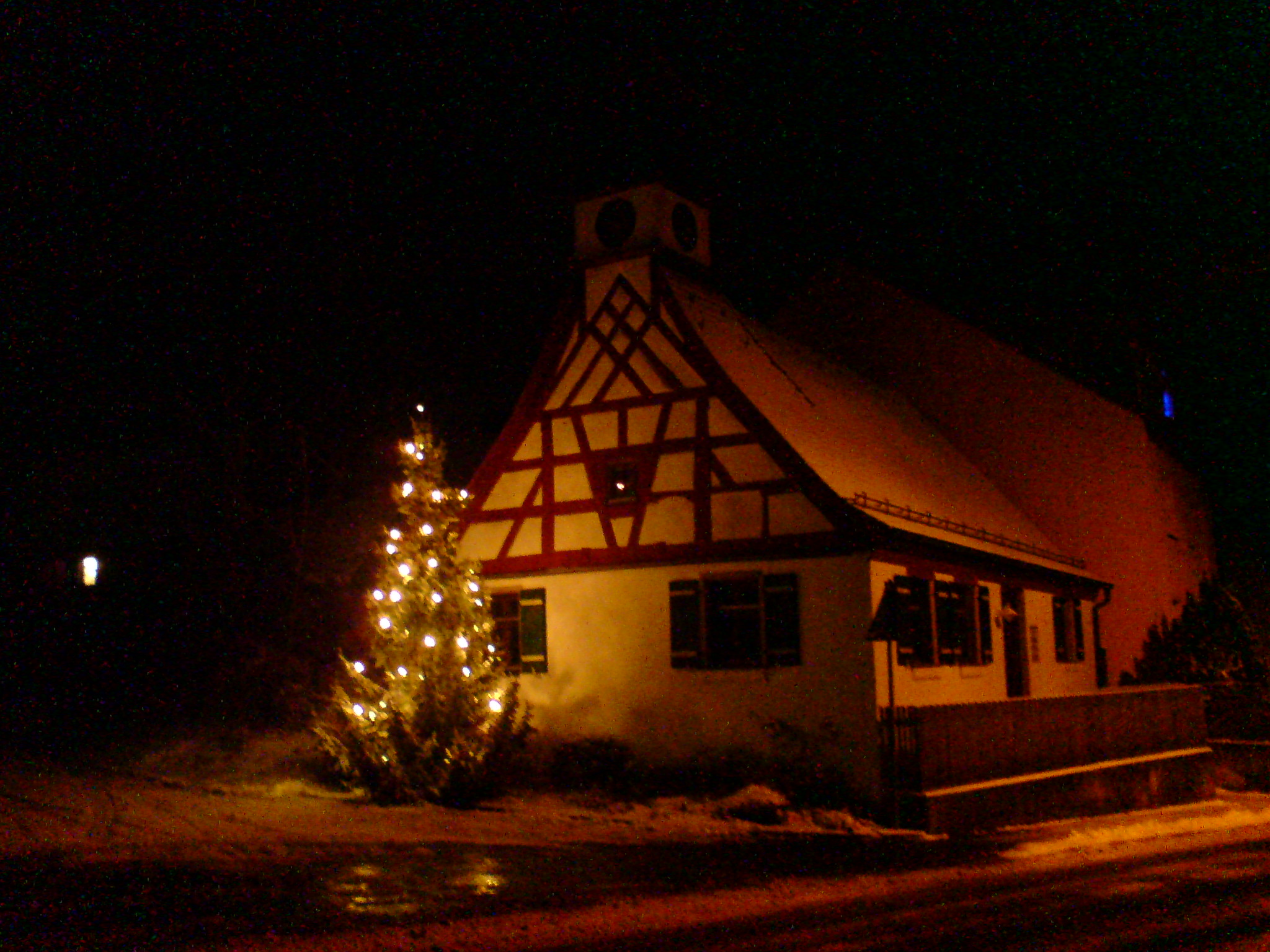
Hirtenhaus von 1835, restauriert

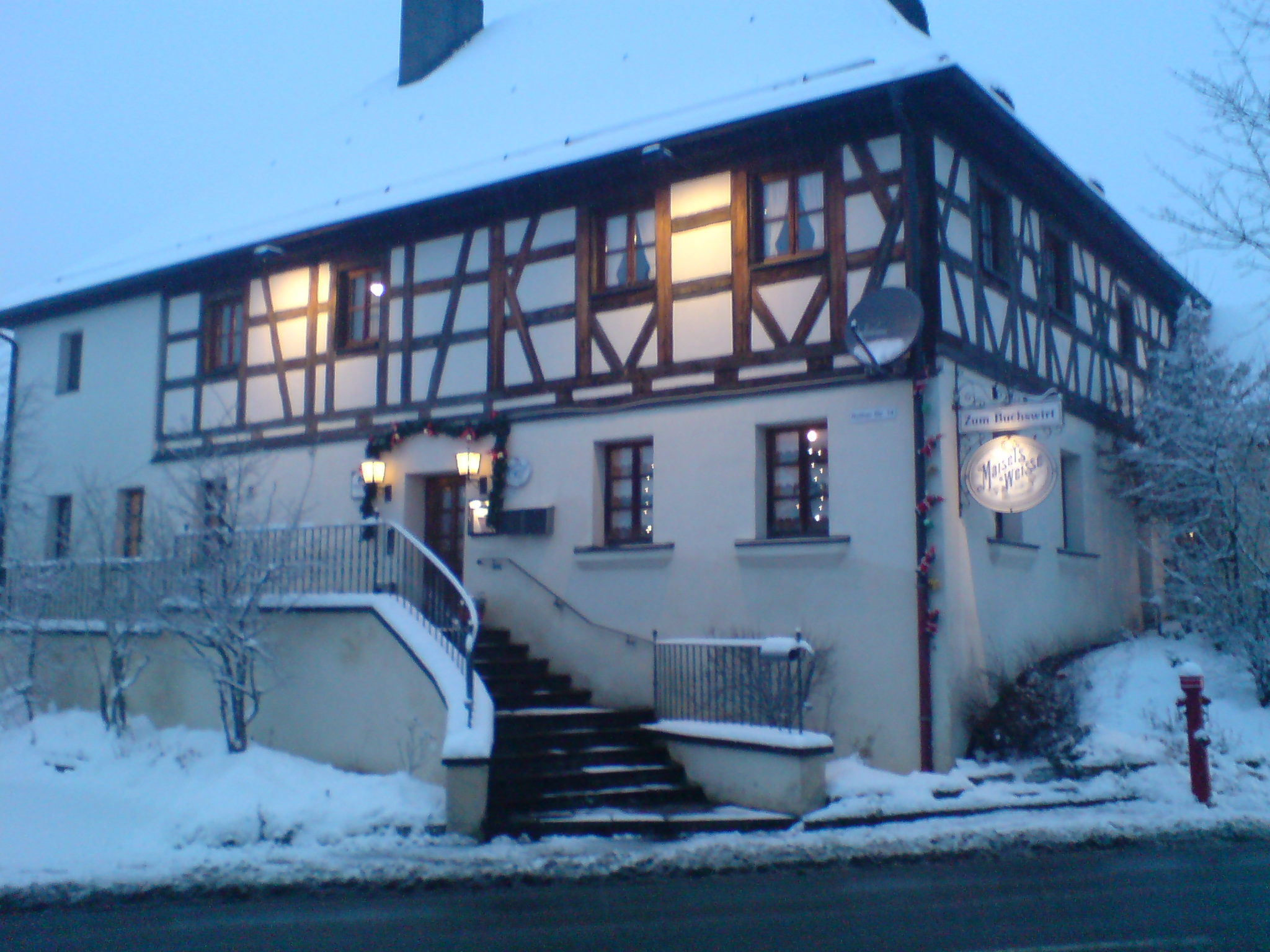
Wirtshaus 18. Jahrhundert, restauriert

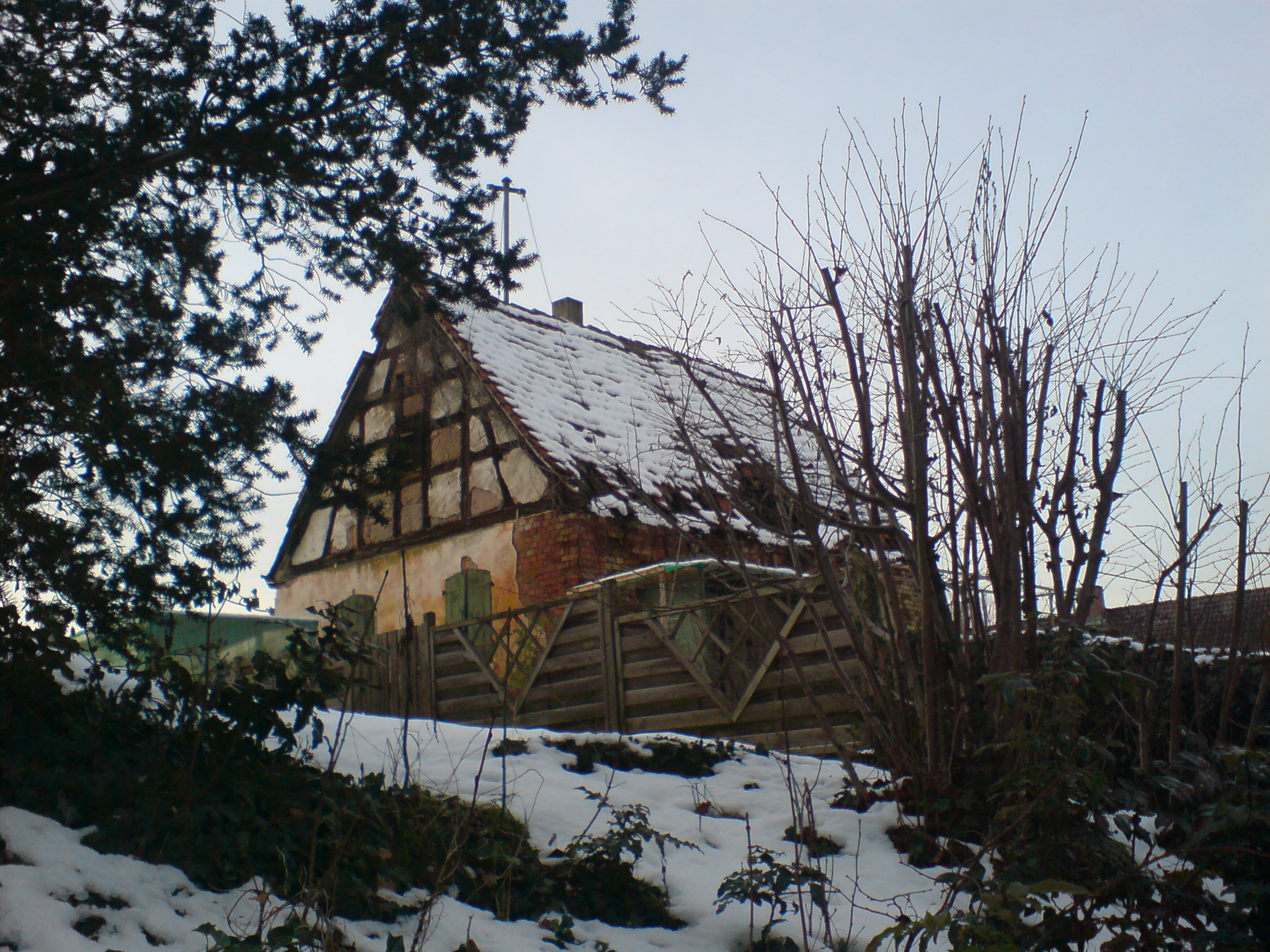
Ehemaliges Gesindehaus der Erichmühle von 1897, (im Verfall)

Großschwarzenlohe (fränkisch: (Grus)schwäadsala) ist ein Gemeindeteil des Marktes Wendelstein im mittelfränkischen Landkreis Roth in Bayern. Die Gemarkung Großschwarzenlohe liegt teils auf dem Gemeindegebiet von Wendelstein, teils auf dem Gemeindegebiet von Schwabach. Sie hat eine Fläche von 7,137 km² und ist in 2916 Flurstücke aufgeteilt, die eine durchschnittliche Fläche von 2447,66 m² haben. In ihr liegen neben dem namensgebenden Ort die Gemeindeteile Erichmühle, Schaftnach, Schwarzach und Sorg.

## Geographische Lage
Das Kirchdorf liegt etwa 12 km südlich von Nürnberg, 10 km östlich von Schwabach und 10 km westlich von Feucht. Im unteren Altort mündet von Süden her der ganzjährig wasserführende Lohbach in die nördlich unterhalb des Ortes fließende Schwarzach. Eine Brücke nahe der Erichmühle verbindet den Ort mit Kleinschwarzenlohe. 1931 wurde die Brücke aus dem Mittelalter ersetzt und 2007 wiederum erneuert. Im Ortsgebiet sind einige Wasser- und Landschaftsschutzgebiete ausgewiesen.
Die Kreisstraße RH 1 führt nach Leerstetten (2 km südlich) bzw. zur Staatsstraße 2239 bei Kleinschwarzenlohe (0,5 km nordwestlich). Gemeindeverbindungsstraßen verlaufen über Sorg zur St 2239 (0,6 km nördlich), nach Wendelstein (2,2 km nordöstlich) und nach Raubersried (1,7 km östlich).

## Geschichte
Erstmals urkundlich erwähnt wurde Großschwarzenlohe im Jahr 1289 als „Swerczenloch“. Der Ortsname bedeutet schwarzer Wald. In Kirchenbüchern wurde es zusammen mit Leerstetten und Furth in einer Stiftungsurkunde des Eichstätter Bischofs Raban am 4. April 1372 genannt. Der Ortsname leitet sich von der früher umfangreich betriebenen Köhlerei ab, von schwärzen als Tätigkeit und Lohe für Glut, Flamme. Der Ort ist ein typisches Haufendorf, das ebenso wie die Nachbarorte bereits im 12. Jahrhundert entstanden ist. Im 14. Jahrhundert hatten die Nürnberger Patrizier in und um das Dorf Besitztümer.
1449 wurde der Ort auf Veranlassung von Albrecht Achilles im ersten Markgrafenkrieg vollständig niedergebrannt. Von 1505 bis 1806 war Großschwarzenlohe einer der Grenzorte zwischen dem Fürstentum Ansbach und dem Gebiet der Reichsstadt Nürnberg.
1732 gab es laut den Oberamtsbeschreibungen von Johann Georg Vetter im Ort 23 Anwesen: 9 Anwesen unterstanden der Reichsstadt Nürnberg (Amt St. Klara und Pillenreuth: 3, Reiches Almosen: 5, Waldamt Laurenzi: 1) und 14 Anwesen Nürnberger Eigenherren (von Fürer: 2, von Imhoff: 2, von Pfinzing: 3, von Rieter: 7).
Gegen Ende des 18. Jahrhunderts gab es in Großschwarzenlohe 22 Anwesen. Das Hochgericht übte das brandenburg-ansbachische Richteramt Schwand aus. Die Dorf- und Gemeindeherrschaft hatte die Reichsstadt Nürnberg. Grundherren waren die Reichsstadt Nürnberg (Amt St. Klara und Pillenreuth: 2 Halbhöfe, 1 Gut mit Tafernwirtschaft; Landesalmosenamt: 1 Ganzhof, 3 Halbhöfe, 1 Gütlein; Spitalamt Heilig Geist: 1 Dreiviertelhof, Waldamt Laurenzi: 1 Halbhof), Nürnberger Eigenherren (von Fürer: 1 Halbhof, 1 Gütlein; von Haller: 1 Gut mit Tafernwirtschaft; von Holzschuher: 1 Halbhof, 1 Gütlein) und die Rieter’schen Stiftungsverwaltung Kornburg des Ritterkantons Altmühl (1 Dreiviertelhof, 1 Gut mit Tafernwirtschaft, 5 Gütlein). Neben den Anwesen gab es noch kommunale Gebäude (Hirtenhaus, Schmiede). 1800 gab es im Ort weiterhin 22 Anwesen.
Von 1797 bis 1808 unterstand der Ort dem Justiz- und Kammeramt Schwabach. 1806 kam Großschwarzenlohe an das Königreich Bayern. Im Rahmen des Gemeindeedikts wurde 1808 der Steuerdistrikt Großschwarzenlohe gebildet. Zur I. Sektion gehörten Erichmühle, Schaftnach, Schwarzach und Sorg. Zur II. Sektion gehörten Kleinschwarzenlohe, Königshammer, Oberlangenlohe, Unterlangenlohe und Neuses. 1818 entstand die Ruralgemeinde Großschwarzenlohe, die deckungsgleich mit dem Steuerdistrikt I. Sektion war. Sie war in Verwaltung und Gerichtsbarkeit dem Landgericht Schwabach zugeordnet und in der Finanzverwaltung dem Rentamt Schwabach (1919 in Finanzamt Schwabach umbenannt). Ab 1862 gehörte Großschwarzenlohe zum Bezirksamt Schwabach (1939 in Landkreis Schwabach umbenannt). Die Gerichtsbarkeit blieb beim Landgericht Schwabach (1879 in Amtsgericht Schwabach umbenannt). Die Gemeinde hatte 1964 eine Gebietsfläche von 7,113 km².
Im Spätsommer 1938 stand der Ort wegen der Maul- und Klauenseuche eine Zeitlang unter Quarantäne. Im Zweiten Weltkrieg gab es in Großschwarzenlohe keine Zerstörungen, obwohl sich am Ort eine Flak-Stellung befand. Dennoch war ein Todesopfer zu beklagen. Am 4. April 1943, fanden zwei Kinder in Großschwarzenlohe einen intakten Phosphorkanister. Sie schlugen so lange mit einem Stein darauf, bis er explodierte. Ein Kind kam nach schweren Brandverletzungen mit dem Leben davon, das andere starb daran. Ausländische Arbeitskräfte, Polen, Ukrainerinnen, französische Kriegsgefangene, waren in der Baracke des Maurermeisters Bierlein untergebracht. Sie wurden im Allgemeinen gut behandelt. Sie durften mit am Tisch essen und gehörten, entgegen dem Verbot, wie Dienstboten zur Familie. Eine Ukrainerin wurde von einem Franzosen schwanger. Er nahm sie nach Kriegsende mit nach Frankreich und schrieb später, dass er mit seiner Natascha schon drei Kinder gezeugt habe. Nach Kriegsende kam es häufig zu Einquartierungen und gelegentlich zu Plünderungen.
Am 30. April 1978 wurde im Zuge der Gebietsreform in Bayern die Gemeinde Großschwarzenlohe aufgelöst: Schaftnach und Schwarzach wurden in die Stadt Schwabach eingegliedert, Erichsmühle, Großschwarzenlohe und Sorg in den Markt Wendelstein.

### Baudenkmäler
In Großschwarzenlohe gibt es zehn Baudenkmäler:
- Am Schaftnacher Weg befinden sich zwei Sühnekreuze. Das Helmkreuz in Großschwarzenlohe erinnert an den Mord, der von zwei namentlich überlieferten Brüdern aus Sorg dort begangen wurde. Die Gebeine des Opfers wurden, noch mit dem Messer in der Brust, darunter gefunden, untersucht und auf das Jahr 1511 datiert. Das Kreuz stand ursprünglich an der Brücke über den Lohbach und wurde transloziert.[19] Der danebenstehende Bildstock ist angeblich auch vor 1525 entstanden; das ist aber ein Fortschreibungsfehler. Die bildhauerisch wesentlich filigranere Ausführung und die Flurbezeichnung des Auffindeortes als Schwedenkreuz lassen ihn eher als eine Erinnerung an die Opfer der Schwedenfeldzüge um 1630 gegen die von Johann T’Serclaes von Tilly geführten Truppen im Dreißigjährigen Krieg wahrscheinlich erscheinen.[20] Ein weiteres Steinkreuz, das Kemmeterkreuz steht an der Rother Straße.
- Diverse Bauernhöfe
- Ehemaliges Gasthaus
- Gasthaus zum Gelben Löwen
- Ehemaliges Hirtenhaus
- Backhäuschen
- Kellereingang

### Einwohnerentwicklung
Die Einwohnerzahl ist seit Jahren rückläufig. Die Bevölkerung Großschwarzenlohes ist deutlich überaltert. Während im Bundesdurchschnitt die einwohnerstärkste Gruppe die der 37- bis 47-Jährigen ist, sind es hier die über 65- bis 75-Jährigen. Mehr als ein Viertel der Einwohner ist über 60 Jahre alt.
Gemeinde Großschwarzenlohe
| Jahr      | 1818   | 1840   | 1852   | 1855   | 1861   | 1867   | 1871   | 1875   | 1880   | 1885   | 1890   | 1895   | 1900   | 1905   | 1910   | 1919   | 1925   | 1933   | 1939   | 1946   | 1950   | 1952   | 1961   | 1970   |
| Einwohner | 423    | 499    | 500    | 516    | 539    | 518    | 529    | 508    | 503    | 543    | 472    | 499    | 499    | 470    | 441    | 451    | 455    | 535    | 494    | 749    | 818    | 785    | 994    | 1781   |
| Häuser    | 59     | 70     |        |        |        |        | 70     |        |        | 67     | 65     |        | 69     |        |        |        | 71     |        |        |        | 109    |        | 172    |        |
| Quelle    | [ 22 ] | [ 23 ] | [ 24 ] | [ 24 ] | [ 25 ] | [ 26 ] | [ 27 ] | [ 28 ] | [ 29 ] | [ 30 ] | [ 31 ] | [ 24 ] | [ 32 ] | [ 24 ] | [ 33 ] | [ 24 ] | [ 34 ] | [ 24 ] | [ 24 ] | [ 24 ] | [ 35 ] | [ 24 ] | [ 14 ] | [ 36 ] |

Ort Großschwarzenlohe
| Jahr      | 001818 | 001840 | 001861 | 001871 | 001885 | 001900 | 001925 | 001950 | 001961 | 001970 | 001987 | 002008 | 002014 | 002021 |
| Einwohner | 146    | 156    | 158    | 171    | 176    | 169    | 178    | 374    | 609    | 1428   | 2938   | 3378   | 3171   | 3284   |
| Häuser    | 25     | 28     |        |        | 27     | 28     | 31     | 56     | 117    |        | 756    |        |        |        |
| Quelle    | [ 22 ] | [ 23 ] | [ 25 ] | [ 27 ] | [ 30 ] | [ 32 ] | [ 34 ] | [ 35 ] | [ 14 ] | [ 36 ] | [ 37 ] |        |        | [ 1 ]  |

## Religion
Der Ort ist seit der Reformation evangelisch-lutherisch geprägt und bis heute nach St. Peter und Paul (Leerstetten) gepfarrt. Die Katholiken sind nach Maria Königin (Kornburg) gepfarrt. Für die in den 1950er Jahren entstandene Neubausiedlung ist die lutherische Pfarrei St. Georg (Wendelstein) bzw. die römisch-katholische Pfarrei St. Nikolaus (Wendelstein) zuständig.

## Wirtschaft und Infrastruktur
Ursprünglich wurde in Großschwarzenlohe hauptsächlich Köhlerei, Viehzucht und Ackerbau betrieben. In einer Lehmgrube am nordwestlichen Ortsrand, deren Geländeeinkerbung noch deutlich erkennbar, die aber modern überbaut ist, war eine Lehmziegelei eingerichtet. Nach der Ausbeutung der Lehmvorkommen verlagerte sich diese Aktivität zunächst etwas weiter nach Osten. Das lässt sich noch an der Benennung der jeweils wenige hundert Meter weiter östlich gelegenen Flurstücke Leinschlag und Lehmgrube erkennen. Im späten 14. Jahrhundert wurde die Lehmziegelbauweise unmodern und zugunsten derer mit mächtigen Sandsteinquadern aufgegeben, die in den Steinbrüchen des Wernlochs gebrochen und später zu einem der Wendelsteiner Exportschlager wurden.
Von alters her gab es vier Wirtshäuser an der wichtigen Straße nach Roth und Weißenburg.
Für die Durchreisenden stand stets auch eine Schmiede zur Verfügung. Die jüngste bekannte wurde 1856 von Christoph Abraham gegründet und zusammen mit einem charakteristischen fränkischen Gehöft circa 1975 abgebrochen und überbaut.
Heute ist Großschwarzenlohe nur noch in geringem Umfang landwirtschaftlich geprägt, es überwiegt die moderne Wohnbebauung. Eine ehemals vorhandene Brennerei ist in der Auflösung begriffen. Im Süden des Ortes ist ein kleines Gewerbezentrum mit Discounter, Tankstelle, Einzelhandelsgeschäften und Dienstleistern entstanden, das seit Mitte der 2000er Jahre scherzhaft als „Seiboldsried“ bezeichnet wird. Die Nachkommen des historischen Schmiedebetriebes haben dort einen großzügigen Neubau errichtet, betreuen die Landmaschinentechnik der Ortsbauern und bieten aber auch moderne Metallbearbeitungstechniken wie beispielsweise Laser- und Wasserstrahlschneiden an. Auf den Dächern des Ortes sind solarelektrische Anlagen mit einer Gesamtleistung von etwa 180 Kilowatt errichtet. Daneben gibt es in dem Ort viele weitere kleine Läden, Handwerksbetriebe, Gastronomen und Dienstleister.
Großschwarzenlohe hat eine eigene Freiwillige Feuerwehr.

## Bildung und Kultur

### Soziale Einrichtungen
- Grundschule
- Kindergarten

### Veranstaltungen
Am zweiten Juniwochenende wird die Kärwa gefeiert. Ein an die Tradition der Hirten erinnerndes Brauchtum ist dabei das sogenannte Betzn-Austanzen. Das siegende Tanzpaar erhält als Preis ein lebendes Junglamm (Betzn). Im Hochsommer veranstaltet die Feuerwehr ein großes Sommerfest. Für weitere Veranstaltungen steht eine Mehrzweckhalle zur Verfügung, in der unter anderem ein Teil des Programms des Wendelsteiner Jazz- und Blues Open Festivals dargeboten wird.

## Öffentlicher Nahverkehr
Großschwarzenlohe wird im öffentlichen Personennahverkehr regelmäßig von sechs Linien bedient. Wochentags bestehen Verbindungen nach Nürnberg, Schwabach, Feucht, Schwand und Roth. Ab Samstagnachmittag sowie an Sonn- und Feiertagen wird nur Nürnberg angefahren.